# Cestrum lindenii
Cestrum lindenii är en potatisväxtart som beskrevs av Michel Félix Dunal. Cestrum lindenii ingår i släktet Cestrum och familjen potatisväxter. Inga underarter finns listade i Catalogue of Life.